# Zbocze
Zbocze – pochylona powierzchnia terenu: góry, doliny, niecki lub kotliny.